# Aleksandar Trajkovski
Aleksandar Trajkovski (Escópia, 5 de setembro de 1992) é um futebolista macedônio que atua como ponta-esquerda. Atualmente está sem clube.

## Carreira
Aleksandar Trajkovski começou a carreira no Cementarnica 55.